# Бой под Викторовкой
Бой под Викторовкой — бой между Революционной повстанческой армией Украины (махновцы) и частью 42-й дивизии РККА в районе села Викторовка Добропольского района, произошедший в начале 1920 года.

## Ход событий
Согласно распоряжению Оперативного отдела советник начальника группы Петренко передал приказ по частям о движении группы из Александровки на Доброполье (Доброволье).
Выезжая в 2 часа дня разведка авангарда группы попала не на ту дорогу и пошла на села Самойловку Степановку . Под Самойловкой были встречены коммунистами численностью до 150 человек пехоты и 100 человек сабель при двух орудиях трехдюймовых и 125 полк 42 дивизии во главе с Коваленком
В районе села Викторовки Степановки по другим сведениям Самойловки отряд красноармейцев вступил в бой с частями повстанцев. В результате боя обучающая школа 125 бригады полностью была изрублена, потери составили 100 человек, повстанцы захватили два орудия. Выжило 15 конных красноармейцев которые бежали с поля боя.
Для предупреждения дальнейшего продвижения повстанцев на юг в район Доброполья и Покровск большевиками были высланы два бронепоезда.
После боя Виктор Белаш оставил такую запись в дневнике:
```
В частях дух поднят, отошли на старые квартиры в Александровке.                                                                                                                          Военный дневник оперативного отдела РПАУ . 30 мая 1920.
```